# SG Heidelberg-Kirchheim
Die Sportgemeinschaft Heidelberg-Kirchheim e. V. (kurz SGK Heidelberg) ist ein Breitensportverein aus dem Heidelberger Stadtteil Kirchheim.

## Vereinsgeschichte

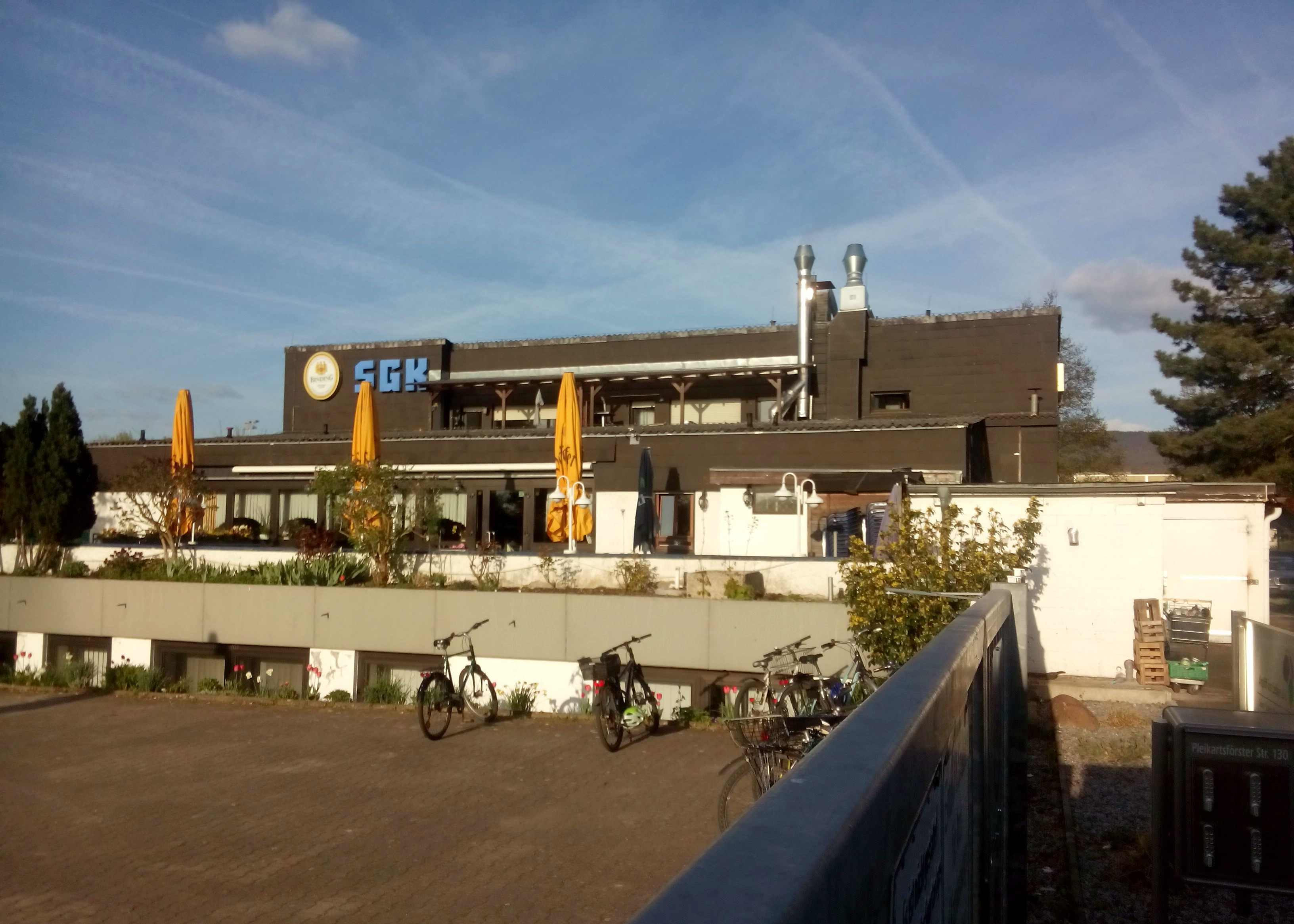
Vereinsheim der SGK.

Der Verein wurde unter dem Namen „SG Kirchheim“ im November 1945 gegründet und 1946 protokolliert, Umbenennung zum heutigen Namen erfolgte im Jahr 1986. Viele Abteilungen sind erheblich älter, da sie früher eigenständige Vereine waren. Schon 1879 wurde der TV 1879 Kirchheim gegründet, die heutige Turn-, Handball- und Leichtathletikabteilung, aus der in den fünfziger Jahren die Basketballer hervorgingen. 1887 entstand der Athletenclub und 1910 die Fußballgesellschaft. Seit 1923 existiert der Schachclub Kirchheim. Basketball wird seit 1957 im Verein betrieben, seit 1964 in der eigenständigen Abteilung SGK Basketball. Jünger sind die Volleyball-, Tennis- und Kegelabteilung, die Rollstuhlbasketballer und die Triathlongruppe.
Seit 1978 besitzt die SGK ein eigenes Clubhaus mit Restaurant und Nebenräumen sowie vier Kegelbahnen. Daneben liegen das Sportgelände Heidelberg-Süd und sechs Tennisplätze. Das Training der Abteilungen findet in den Sporthallen des Sportzentrums Süd Halle I und II, in der Geschwister-Scholl-Schule, in der Festhalle Kirchheim und in der Sporthalle Internationale Gesamtschule (IGH) statt.

## Abteilung Fußball
Die heutige Fußballabteilung entstand 1910 als Kirchheimer Fußballgesellschaft, kurz Kirchheimer FG, der sich am Silvestertag 1918 der FV Kirchheim anschloss. Die höchsten Spielklassen, in der die SG Heidelberg-Kirchheim spielte, war von 1952-54, 1957-63 und 1964–67 die damals drittklassige 1. Amateurliga Nordbaden und die Oberliga Baden-Württemberg (1984–1989, 1996–1997, 1998–2001). Im Jahr 2007 wurde ein Perspektivteam gegründet. Nach dem mit 0:2 verlorenen Relegationsspiel gegen den FC Birkenfeld spielten die Kirchheimer in den Spielzeiten 2010/11 und 2011/12 in der Landesliga Rhein-Neckar. 2012 gelang der Aufstieg in die sechstklassige Verbandsliga Baden. 2019 stieg man erneut in die darunter liegende Landesliga Rhein-Neckar ab.
Durch den zweimaligen Gewinn des BFV-Pokals (1988 und 1992) konnten sie sich jeweils für die 1. Hauptrunde des DFB-Pokals qualifizieren. Dort war jedoch in der 1. bzw. 2. Hauptrunde schon wieder Schluss. 1989 verlor man in der 1. Runde das Pokalderby gegen den SV Waldhof Mannheim 1:3. 1992 hatten die Heidelberger in der ersten Runde ein Freilos und verloren in der 2. Runde gegen den späteren Finalisten, die Amateure von Hertha BSC, 0:3.

### Stadion
Die SG Heidelberg-Kirchheim trägt ihre Heimspiele im Sportzentrum Süd aus (6000 Plätze, davon 400 Sitzplätze auf der Tribüne). Im Jahr 2009 entstand ebenfalls ein neuer Kunstrasenplatz, der von der Dietmar-Hopp-Stiftung finanziert wurde. Auf dem Sportgelände stehen damit neben dem Stadion ein Jugendrasenfeld, ein Kunstrasenplatz zur Verfügung. Der bis dato bestehende Sandplatz wurde im Jahr 2015 in einen neuen Kunstrasenplatz gewandelt. Ebenso entstand im gleichen Jahr ein neues Jugendförderzentrum in dem Umkleidekabinen für die Jugendlichen der SG Kirchheim entstanden und das Förderzentrum von Anpfiff-ins-Leben. Finanziert wurde es zum Großteil von der Dietmar-Hopp-Stiftung sowie von der Stadt Heidelberg und dem Sportbund mit Zuschüssen. Auch die Eltern und Partner der SG Kirchheim haben sich über einen Förderverein beteiligt.

## Abteilung Basketball
Die Basketball-Abteilung der SG Heidelberg-Kirchheim wurde 1964 gegründet, nachdem die Sportart bereits 1957 im Verein einzug hielt. Aktuell sind acht Seniorenmannschaften sowie 13 Jugendmannschaften im Spielbetrieb aktiv. Dazu kommen verschiedene Freizeitgruppen, Basketball Schnuppergruppen für Kinder jeden Alters. Im weiblichen Bereich ist eine Kooperation mit der KuSG Leimen, die sogenannten „basket Ladies Kurpfalz“ entstanden. Die erste Damenmannschaft spielt in der Regionalliga Baden-Württemberg, die erste Herrenmannschaft in der Oberliga Baden.
Der langjährige Abteilungsleiter Rolf Rittinger wurde 2006 als Trainer des Jahres für Jugendarbeit ausgezeichnet. Immer parallel zum Albert-Schweitzer-Turnier richtet die SGK Basketball in Zusammenarbeit mit dem Deutschen Basketball Bund ein mehrtägiges Minifestival aus, das schon Gäste wie Bundestrainer Dirk Bauermann und die U18-Basketballnationalmannschaft begrüßen durfte. 2019 wurde zusätzlich erstmals ein reines Mädchen-Minifestival veranstaltet.
Für die Mitglieder existieren umfangreiche Austauschprogramme mit verschiedenen Ländern wie Frankreich, USA und Italien.

## Weitere Sportarten

### Handball
Die Handballabteilung der SG HD-Kirchheim konnte in den letzten Jahren viele neue Mitglieder für den Handballsport begeistern und bietet neben den aktiven Damen- und Herrenmannschaften auch eine aufstrebende Jugendabteilung mit Mannschaften von den Superminis (4–6 Jahre) bis zur A-Jugend (17/18 Jahre).

### Schach
Die Schachabteilung der SGK bestritt mehrere Spielzeiten in der ersten Schachbundesliga, zuletzt in der Saison 2005/06. Inzwischen hat die SGK Abteilung Schach keinen aktiven Spielbetrieb mehr.

### Turnen
Die Turnabteilung hat die meisten Mitglieder.
Die Turnabteilung ist in weitere kleinere Teile unterteilt:
- Jungs:

Kinderturnen
Jugendturnen
Seniorenturnen
- Mädchen:

Kinderturnen
Jugendturnen
Seniorenturnen
Frauengymnastik
Trapezturnen

### Gewichtheben
Die Gewichthebermannschaft des SGK kämpft derzeit in der Bezirksliga. Unter anderem der Olympiateilnehmer Jürgen Spieß fing hier mit dem Gewichtheben an.

## Erfolge

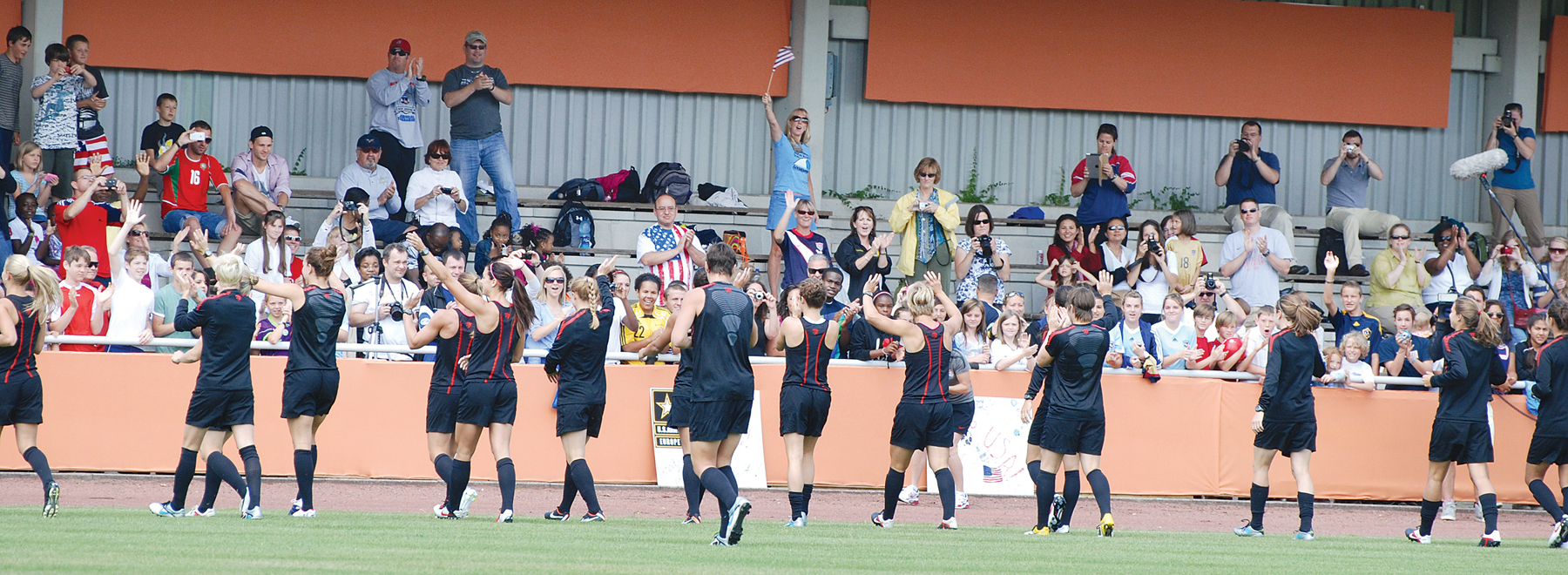
Die amerikanische Fußballfrauennationalmannschaft beim Training im Stadion von Kirchheim während der WM 2011.

### Fußball
- Meister Verbandsliga Baden 1984 und 1998
- Gewinn des BFV-Pokals 1988 und 1992
- Meister Landesliga Rhein-Neckar 1980
- Meister Bezirksliga Heidelberg/Sinsheim 1979

### Rollstuhlbasketball
- Europapokalsieger 2001
- Meister Rollstuhlbasketball-Bundesliga 2003